# Отаманський провулок
Отама́нський прову́лок — провулок у Дарницькому районі м. Києва, місцевість Бортничі.
Простягається від вулиці Чехова до вулиці Івана Дяченка.

## Історія
Отаманський провулок виник у середині XX століття під назвою 1-й провулок Чехова. Сучасна назва — з 2022 року, від слова отаман, яке часто зустрічається в українській історії.